# Orenhofen
Orenhofen is een plaats in de Duitse deelstaat Rijnland-Palts, en maakt deel uit van de Eifelkreis Bitburg-Prüm.
Orenhofen telt 1.322 inwoners.

## Bestuur
De plaats is een Ortsgemeinde en maakt deel uit van de Verbandsgemeinde Speicher.
Verbandsvrije stad:  Bitburg